# George Hedley

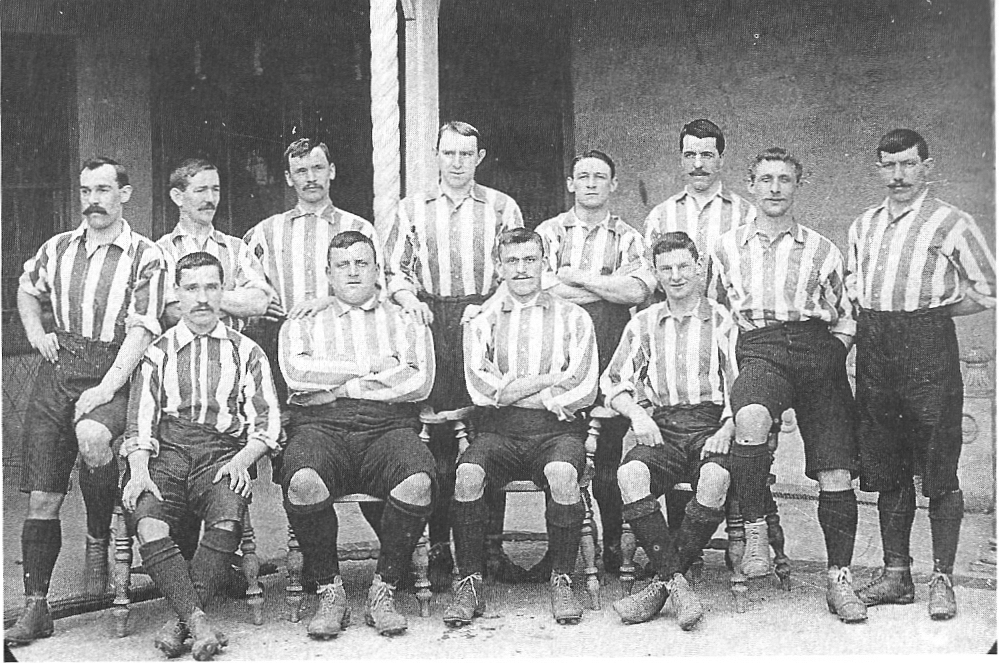
Đội thua chung kết Cúp năm 1901; Hedley đứng bên trái.

George Albert Hedley (20 tháng 7 năm 1876 – 16 tháng 8 năm 1942) là một cầu thủ bóng đá giành chức vô địch Cúp FA 1902 và 1908 cùng với Sheffield United và Wolverhampton Wanderers, ghi bàn trong cả hai trận.
Ông sinh ra ở South Bank, Middlesbrough.
Từ năm 1903 đến năm 1906 ông thi đấu cho đội bóng Southern League Southampton, ông là vua phá lưới mùa giải 1904-05 (cùng với Edgar Bluff) với 10 bàn thắng.
Ông cũng là huấn luyện viên tại Bristol City từ năm 1913 đến năm 1915.

## Danh hiệu
Sheffield United
- Á quân Football League Division One: 1899–00
- Vô địch Cúp FA: 1899, 1902
- Chung kết Cúp FA: 1901

Southampton
- Vô địch Southern League: 1903–04[1]

Wolverhampton Wanderers
- Vô địch Cúp FA: 1908